# Scipione Vannutelli
Scipione Vannutelli (Roma, 10 novembre 1833 – Roma, 18 maggio 1894) è stato un pittore italiano.

## Biografia
Scipione Vannutelli, appartenente a una ricca e nobile famiglia romana, nacque a Roma nel 1833, e non a Genazzano nel 1834, secondo una tradizione storica confutata dall'atto di nascita (Genovese, in Dizionario Biografico degli Italiani). Il padre Giuseppe, nativo di Genazzano, era un avvocato e collezionista d'arte; la madre, Clara, musicista e incisora, era figlia dell'incisore camerale Giuseppe Girometti.
Fu allievo di Tommaso Minardi e del viennese Wurtzinger, studiò anche all'estero: a Vienna, a Parigi, nei Paesi Bassi e in Spagna.  Esordì nel 1861 all'Esposizione Nazionale di Belle Arti di Firenze. Tornato in Italia, visse principalmente a Roma.
Poco prima di morire fu nominato soprintendente della Regia Calcografia Nazionale a Roma.

## Attività
L'autore è noto per i suoi quadri storici, i ritratti e, principalmente, i quadri di genere; famosi i suoi interni di chiese con figure in preghiera o cerimonie.
Scipione Vannutelli si è espresso con le tecniche dell'olio, della tempera, dell'acquarello e dell'incisione.
Una cospicua raccolta di sue opere è conservata nella Pinacoteca Comunale di Genazzano.

## Mostre e riconoscimenti
La sua più celebre retrospettiva si tenne nel 1903 alla Biennale d’Arte di Venezia.

## Scipione Vannutelli nei musei

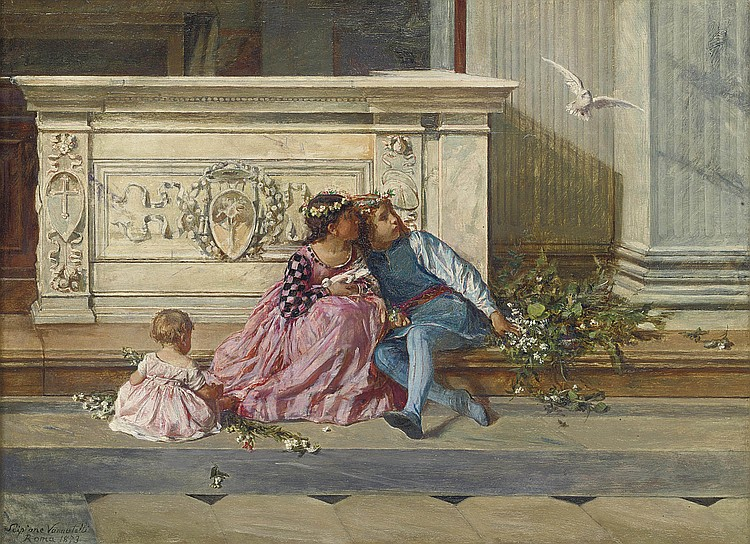
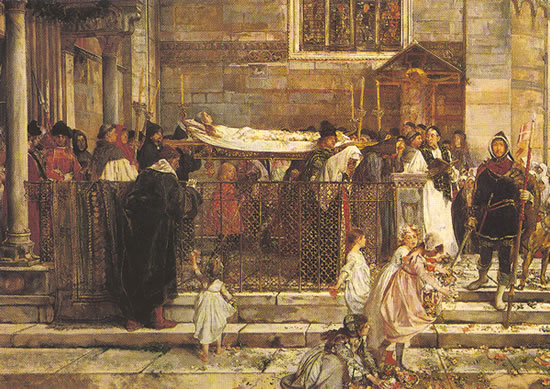
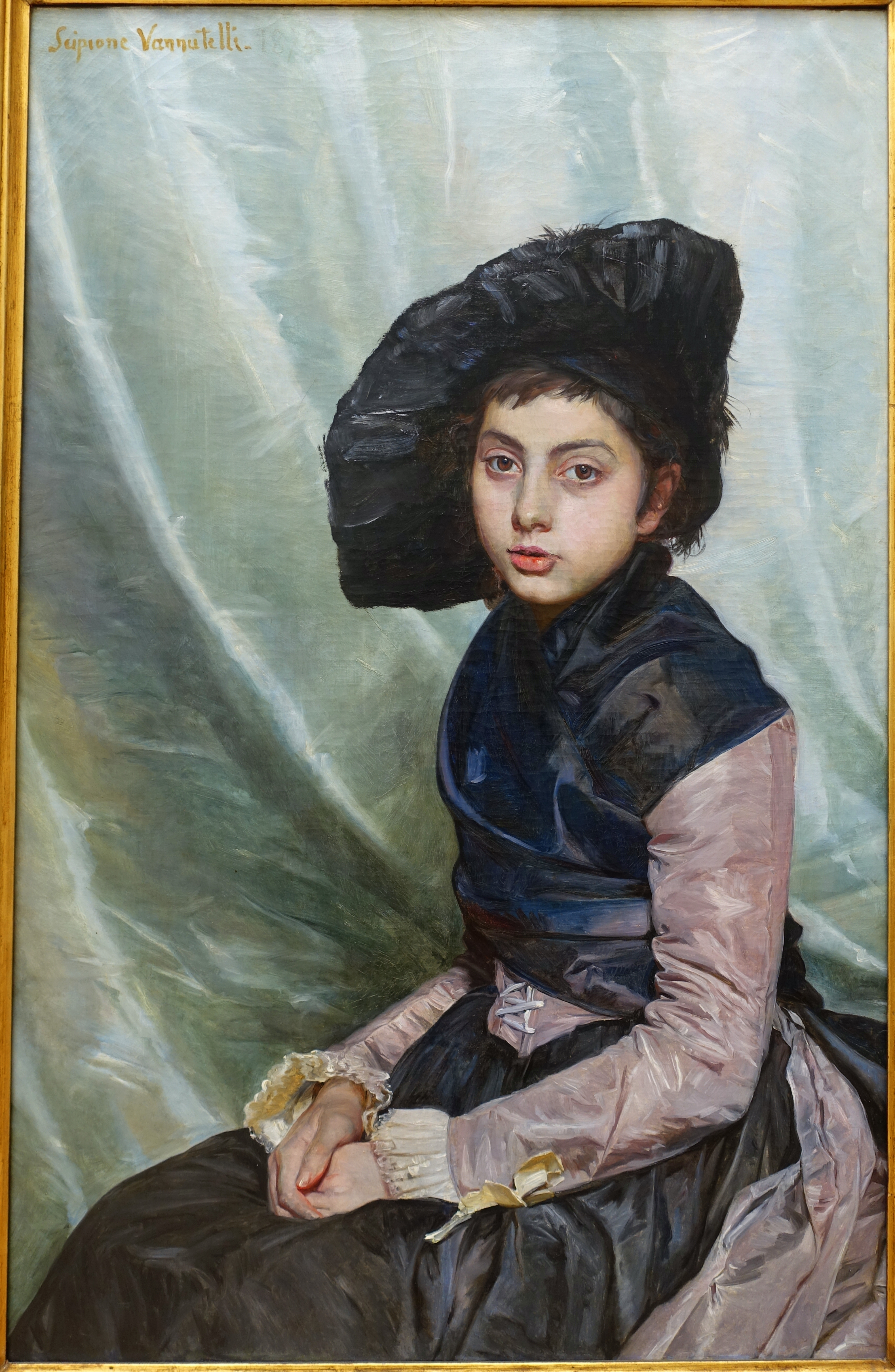
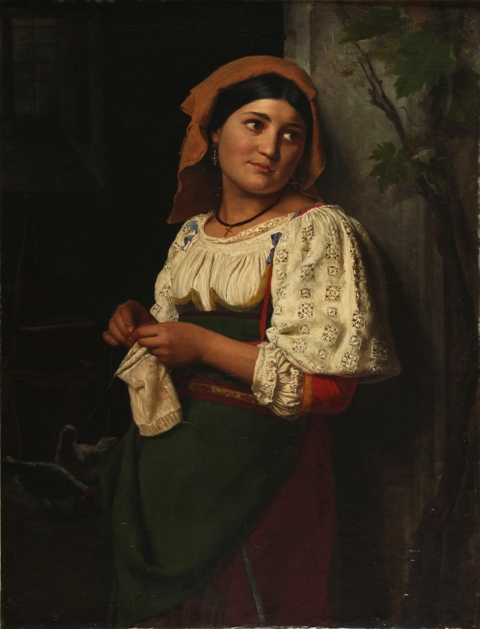

- Galleria d'Arte Moderna di Firenze
- Galleria Nazionale d'arte Moderna, Roma